# Затор (Мазовецьке воєводство)
Затор (пол. Zator) — село в Польщі, у гміні Пуща-Марянська Жирардовського повіту Мазовецького воєводства.
Населення — 210 осіб (2011).
У 1975-1998 роках село належало до Скерневицького воєводства.

## Демографія
Демографічна структура станом на 31 березня 2011 року:
|          | Загалом | Допрацездатний вік | Працездатний вік | Постпрацездатний вік |
| -------- | ------- | ------------------ | ---------------- | -------------------- |
| Чоловіки | 98      | 18                 | 74               | 6                    |
| Жінки    | 112     | 23                 | 57               | 32                   |
| Разом    | 210     | 41                 | 131              | 38                   |